# 王之城
王之城（？－？），字爾守，號會峯，山東新城縣（今桓台縣新城鎮）人。明朝政治人物。
王之城爲王重光第六子。恩貢出身，任鹿邑縣知縣，任內防治水患，清剿盜賊，當地人稱其爲“神君”。擢溫州府同知，適逢有海警，之城規劃防務，寫出《海防要略》一書。因母親病卒，丁憂返鄉。守喪結束，歷任通州、忻州知州，淮安府同知，所至多有善政。後入祀新城鄉賢祠。有子王象艮、王象孚、王象益、王象履。